# Patricia Herd
Patricia Herd (* 23. Juni 1934 als Patricia Ann Crowder in Houston, Texas) ist eine US-amerikanische Schauspielerin.

## Leben
Herd war von 1980 bis zu seinem Tod im Mai 2020 in dritter Ehe mit dem Schauspieler Richard Herd verheiratet. Im selben Jahr hatte sie ihr Schauspieldebüt in Unsere kleine Farm. Sie trat seitdem in Gastrollen in verschiedenen Fernsehserien (u. a. Ghost Whisperer und Steven Spielbergs SeaQuest DSV) und Fernsehfilmen (darunter eine Fernsehbearbeitung von Endstation Sehnsucht) auf. Zu ihren Spielfilmen gehören Clint Eastwoods Bird sowie Mitternacht im Garten von Gut und Böse. Sie war dabei häufig an der Seite ihres Mannes tätig.

## Filmografie (Auswahl)

### Spielfilme
- 1985: Summer Rental – Ein total verrückter Urlaub
- 1988: Bird
- 1997: Mitternacht im Garten von Gut und Böse
- 2007: Dog Days of Summer

### Fernsehserien
- 1980: Unsere kleine Farm
- 1981: Walking Tall
- 1993: SeaQuest DSV
- 2000: Expedition der Stachelbeeren
- 2002: Reich und Schön
- 2003: Skin